# Bronisław Komorowski
Bronisław Maria Komorowski (Oborniki Śląskie, 4. lipnja 1952.) je poljski političar, predsjednik Sejma i obnašatelj dužnosti predsjednika Poljske nakon smrti Lecha Kaczyńskog. Nakon tragične pogibelji predsjednika Kaczyńskog tijekom leta u Rusiju, Komorowski je, kao predsjednik parlamenta, prema ustavu dobio predsjedničke ovlasti i postao obnašateljem dužnosti predsjednika. Komorowski je i sam bio predsjednički kandidat, i to svoje stranke, Građanske platforme. Kandidaturu mu je podržao i bivši predjsednik Lech Wałęsa. 
Obnašao je i dužnost Ministra obrane, da bi kasnije postao potpredsjednik Sejma. Godine 2007. izabran je za dužnost predsjednika Sejma.